# Spomenik Svobode, Šiška
Spomenik Svobode je spomenik, posvečen drugi svetovni vojni, ki se nahaja na Celovški cesti 150 v Zgornji Šiški (Ljubljana).

## Opis
Spomenik, izdelan v slogu socialističnega realizma, je oblikovan kot visok piramidast slop, ki je sezidan iz kamnitih kvadrov, na katerem se nahaja bronast kip Svobode. Kip je delo kiparja Antona Sigulina, medtem ko je spomenik delo Vinka Glanza.
Spomenik je bil leta 2003 razglašen za kulturno dediščino lokalnega pomena.